# Cénogramme
Un cénogramme est un graphique permettant de caractériser un biotope à partir de la masse des mammifères adultes qui l'habitent.

## Méthode
Il s'agit de représenter, en deux dimensions, les masses moyennes des adultes des espèces de mammifères répertoriées dans un milieu donné (les carnivores et chiroptères étant exclus). Les espèces sont classées par ordre décroissant de cette masse moyenne. On reporte chaque espèce dans un repère cartésien, l'abscisse correspondant au rang de l'espèce dans le classement, l'ordonnée au logarithme de la masse moyenne de l'espèce.
La forme du graphique ainsi obtenu dépend du milieu dont sont issues les espèces étudiées. La pente pour les espèces de masse importante indique l'aridité du milieu : une pente forte indique un milieu aride, une pente faible un milieu humide. La présence d'espèces de taille intermédiaire est un indicateur de l'ouverture du milieu : dans un milieu ouvert, le graphique obtenu présente une cassure en son centre alors qu'en forêt elle est continue.
|                                                            | Humide Nombreuses espèces de grande taille | Aride Peu d'espèces de grande taille |
| Milieu fermé (forêt) (présence d'espèces de masse moyenne) |                                            |                                      |
| Milieu ouvert (espèces de masse moyenne rares ou absentes) |                                            |                                      |
| ---------------------------------------------------------- | ------------------------------------------ | ------------------------------------ |

L'étendue du graphique montre la biodiversité du milieu en nombre de mammifères.

## Usages
Ces résultats obtenus après observation de cénogrammes de milieux actuels sont utilisés a contrario en paléontologie : l'étude des fossiles présents sur un lieu de fouille permet de tracer un cénogramme et ainsi de déterminer les caractéristiques (ouvert ou non, humide ou sec) du milieu de la période considérée.

### Travaux fondateurs
- José Antonio Valverde, « Brouillons au sujet des cénogrammes et des crânes de primates, dans le but de préparer la conférence "L'Évolution Humaine Aperçu Général", donnée au Musée de l'Homme de Paris, le 21 mars 1963 », inédit,‎ 1963 (lire en ligne)
- José Antonio Valverde, « Remarques sur la structure et l’évolution des communautés de vertébrés terrestres », La Terre et la vie, vol. 111,‎ 1964, p. 121-154
- José Antonio Valverde, Estructura de una comunidad mediterranea de vertebrados terrestres, Madrid, Consejo Superior de Investigaciones Científicas, coll. « Monografías de ciencia moderna », 1967
- (en) Serge Legendre, « Analysis of mammalians communities from the late Eocene and Oligocene of Southern France », Palovertebrata, Montpellier, no 16,‎ 1986, p. 191-212 (lire en ligne)
- Serge Legendre, « Les communautés de mammifères du Paléogène (Éocène supérieur et Oligocène) d'Europe occidentale : structures, milieux et évolution », Münchner geowiss. Abh., Munich, no 16,‎ 1989, p. 1-110 (lire en ligne)

### Études critiques
- (en) Jesús Rodríguez, « Use of cenograms in mammalian palaeoecology. A critical review », Lethaia, vol. 32, no 4,‎ décembre 1999, p. 331–347
- (es) A.R. Gómez Cano, B.A. García Yelo et M. Hernández Fernández, « Cenogramas, análisis bioclimático y muestreo en faunas de mamíferos: implicaciones para la aplicación de métodos de análisis paleoecológico », Estudios Geológicos, no 62,‎ 2006, p. 135-144

### Exemples d'études utilisant la méthode des cénogrammes
- Sophie Montuire et Emmanuel Desclaux, « Analyse paléoécologique des faunes de mammifères et évolution des environnements dans le Sud de la France au cours du Pléistocene », Quaternaire, vol. 8, no 1,‎ 1997, p. 13-20 (DOI 10.3406/quate.1997.1554, lire en ligne, consulté le 22 mars 2012)
- (en) Kenny Travouillon et Serge Legendre, « Using cenograms to investigate gaps in mammalian body mass distributions in Australian mammals », Palaeogeography, Palaeoclimatology, Palaeoecology, no 272,‎ 2009, p. 69-84 (lire en ligne)